# Gebhard von Kotze
Hans Valentin Gebhard Ludwig von Kotze (* 9. Juni 1808 in Groß Germersleben; † 27. September 1893 in Hannover) war ein preußischer Generalleutnant und Oberjägermeister.

## Leben

### Herkunft
Gebhard entstammte dem obersächsischen Adelsgeschlecht von Kotze und wurde im Barockschloss Groß Germersleben geboren, dass im Jahre 1999 durch Brandstiftung zerstört wurde. Er war das jüngste von zehn Geschwistern des Hans von Kotze (1759–1829) auf Großgermersleben und dessen Ehefrau Wilhelmine, geborene Gräfin von der Schulenburg (1768–1831) aus dem Hause Hornhausen. Sein bedeutendster Taufpate war der Generalfeldmarschall Blücher. Groß Germersleben gehörte damals bis 1813 zum Königreich Westphalen, wodurch seine Eltern größere Verluste erlitten.

### Militärkarriere
Kotze trat am 20. März 1824 als Musketier in das 26. Infanterie-Regiment der Preußischen Armee in Magdeburg ein und avancierte bis Mitte März 1829 zum Sekondeleutnant. Zur weiteren Ausbildung absolvierte er 1833/36 die Allgemeine Kriegsschule, war im Anschluss bis 1839 Bataillonsadjutant und stieg bis Mitte Dezember 1845 zum Premierleutnant auf. Mitte Mai 1849 wurde Kotze als Kompanieführer beim II. Bataillon des 26. Landwehr-Regiments in Burg kommandiert, sowie Anfang August 1849 kurzzeitig als Etappenkommandant in Saarbrücken verwendet. Nach seiner Beförderung zum Hauptmann kehrte er mit der Ernennung zum Chef der 1. Kompanie wieder zu seinem Stammregiment zurück. Mitte Oktober 1852 wurde Kotze zum Füsilier-Bataillon im 31. Infanterie-Regiment nach Erfurt versetzt und Mitte April 1855 zum Lehr-Infanterie Bataillon nach Potsdam kommandiert. Dort stieg er Anfang Februar 1856 zum Major auf und war vom 26. April bis zum 23. Mai 1856 mit der Führung des II. Bataillons im 31. Landwehr-Regiment in Mühlhausen beauftragt. Am 14. Juni 1856 folgte seine Ernennung zum Kommandeur des I. Bataillons im Kaiser Alexander Grenadier-Regiment und bei der Mobilmachung anlässlich des Sardinischen Krieges war Kotze im Sommer 1859 kurzzeitig Etappenkommandant auf dem Anhalter Bahnhof in Berlin. Als Oberstleutnant wurde Kotze am 22. Juni 1861 zum Kommandeur des 1. Magdeburgischen Infanterie-Regiments Nr. 26 ernannt und in dieser Stellung am 18. Oktober 1861 zum Oberst befördert. Unter Stellung à la suite seines Regiments ernannte man ihn am 3. April 1866 zum Kommandeur der 12. Infanterie-Brigade in Brandenburg an der Havel. Kurz vor dem Beginn des Krieges gegen Österreich wurde Kotze am 8. Juni 1866 Generalmajor. Für sein Wirken in der Schlacht bei Königgrätz erhielt er nach dem Krieg den Kronenorden II. Klasse mit Schwertern. Auf eigenen Wunsch hin nahm er am 10. August 1867 seinen Abschied mit Pension, bevor er am 11. Februar 1868 mit seiner bisherigen Pension zur Disposition gestellt wurde.
Nach seiner Verabschiedung wurde Kotze im April 1868 Mitglied der Verwaltung des sequestrierten Vermögens Königs Georg V. von Hannover. Für die Dauer der Mobilmachung anlässlich des Krieges gegen Frankreich war er 1870/71 als z.D.-Offizier Kommandeur der stellvertretenden 39. Infanterie-Brigade in Hannover und erhielt am 13. Mai 1871 den Charakter als Generalleutnant. In Würdigung seiner Verdienste ernannte ihn Kaiser Wilhelm I. anlässlich seines 80. Geburtstages zum 2. Vizeoberjägermeister, ohne jedoch dienstliche Funktionen übernehmen zu müssen. Auch lud er Kotze im Herst 1881 zu den Manövern des X. Armee-Korps bei Hannover ein und verlieh ihm dabei den Kronenorden I. Klasse mit Schwertern. Mitte März 1884 würdigte der Kaiser ihn durch die Verleihung des Roten Adlerordens I. Klasse mit Eichenlaub und am 22. März 1887 ernannte er ihn noch anlässlich seines 90. Geburtstages zum Oberjägermeister.
Kotze verstarb unverheiratet und wurde auf dem Stadtfriedhof Engesohde beigesetzt.